# Hypopterygium struthiopteris
Hypopterygium struthiopteris là một loài Rêu trong họ Hypopterygiaceae. Loài này được (Brid.) Brid. mô tả khoa học đầu tiên năm 1827.